# Kyčelnice žláznatá
Kyčelnice žláznatá (Dentaria glandulosa) je vytrvalá, planě rostoucí bylina vykvétající od dubna do května růžovými až nachovými květy, jeden ze tří druhů rodu kyčelnice, které vyrůstají v ČR.

## Výskyt
Tento druh kyčelnice vyrůstá převážně na území karpatského oblouku, je považován za karpatský subendemit. Jeho západní hranice výskytu prochází východní Moravou, na východě zasahuje až na západní Ukrajinu k ústí Dněstru.
Roste ve výškovém pásmu od podhůří až do horských oblastí, ve světlých bučinách či jedlobučinách, obvykle na hlinitých, humózních, vlhkých půdách. Snáší zastínění, je rostlinou jarního období, vykvétá od dubna do května.

## Popis
Vytrvalá rostlina s přímou, nevětvenou, rýhovanou, dutou, lysou lodyhou vysokou 20 až 30 cm která vyrůstá z konce světlého, plazivého, kyjovitě ztlustlého oddenku. Tři nebo čtyři krátce řapíkaté lodyžní listy dlouhé 5 až 9 cm jsou ve spodní části žláznaté a vyrůstají ve zdánlivém přeslenu. Jsou trojčetné, jejich 4 až 7 cm dlouhé a 10 až 15 mm široké zašpičatělé kopinaté lístky jsou u báze klínovité a po okrajích nestejnoměrně pilovité, čepele postranních lístků jsou nesouměrné. Přízemní listy dlouhé 11 až 16 cm s dlouhými řapíky jsou podobné lodyžním, vyrůstají však jen zřídkakdy.
Čtyřčetné, středně velké květy v počtu 2 až 8 vytvářejí mírně převislé květenství hrozen, který se při dozrávání plodů vzpřimuje. Květy mají podlouhlé, tmavě fialové kališní lístky a po obvodu zaoblené nebo mírně vroubkované, růžové až nachové korunní lístky. U bázi šesti nestejně dlouhých tyčinek (čtyř delších ve vnitřním kruhu a dvou kratších ve vnějším) s podlouhlými žlutými prašníky jsou žlázky s nektarem. Mezi nimi uprostřed vyrůstá dvoupouzdrý semeník s čnělkou zakončenou bliznou. Za příznivého počasí se delší tyčinky s otevřenými prašníky zkrucují tak, že pyl se z nich, stejně jako z prašníků na kratších tyčinkách, vysypává mimo bliznu, tj. na hlavu hmyzu snažícího se dostat k nektaru a ten pak pyl roznáší na jiné květy. Za chladna nebo vlhka, kdy je návštěva hmyzu slabá, se tyčinky nezkrucují a dozralý pyl může vypadávat přímo na bliznu, takto dojde k samoopylení.
Po opylení se ze semeníků vyvinou stopkaté, šikmo odstálé šešule 3 až 5 cm dlouhé s krátkým zobánkem. Šešule se otevírají bezžilnými chlopněmi, které se pružně zkrucují směrem nahoru a napomáhají vymršťovat široce vejčitá, tmavě hnědá semena do okolí.
Kyčelnice žláznatá je schopná hybridizace. V ČR se vyskytuje její kříženec kyčelnice Paxova Dentaria × paxiana (O. E. Schulz) Jáv. (Dentaria enneaphyllos × Dentaria glandulosa), který se množí pravděpodobně jen vegetativně.

## Ohrožení
Na většině lokalit, na kterých kyčelnice žláznatá vyrůstá, je poměrně hojná a nejsou ani zřetelné trendy k jejímu úbytku. Je to dáno také tím, že místa růstu se obvykle nacházejí v chráněných územích. S ohledem na malý areál, ve kterém je rozšířena, byla Červeným seznamem cévnatých rostlin České republiky 3. edice ohodnocena jako ohrožený druh (C3).